# فرانك سميث (لاعب كرة قدم أسترالية)
فرانك سميث (بالإنجليزية: Frank Smith)‏ هو لاعب كرة قدم أسترالية أسترالي، ولد في 5 مارس 1905، وتوفي في 7 ديسمبر 1968.

## وصلات خارجية
- فرانك سميث على موقع AustralianFootball.com (الإنجليزية)
- فرانك سميث على موقع AFLtables.com (الإنجليزية)